# Étreillers
Étreillers település Franciaországban, Aisne megyében. Lakosainak száma 1176 fő (2022. január 1.). Étreillers Attilly, Fluquières, Roupy, Savy és Vaux-en-Vermandois községekkel határos.

## Népesség
A település népességének változása:
| Lakosok száma | 974  | 1053 | 1115 | 1081 | 1199 | 1209 | 1208 | 1197 | 1187 | 1176 |
|               | 1968 | 1982 | 1990 | 2006 | 2013 | 2015 | 2017 | 2019 | 2020 | 2022 |